# Alpe Adria Trail

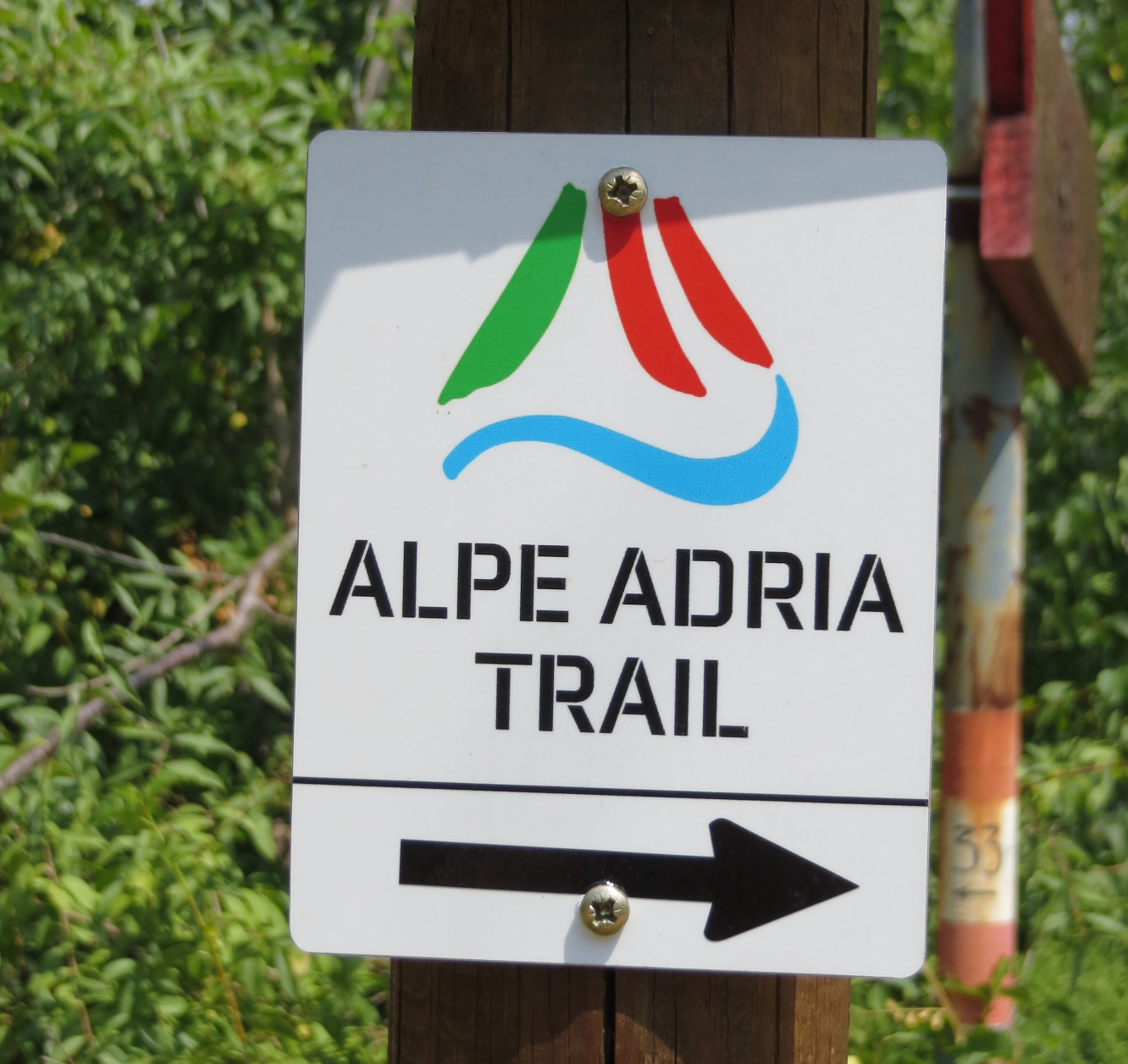

De Alpe Adria Trail is een langeafstandswandelpad van ongeveer 750 kilometer in Oostenrijk, Slovenië en Italië. De bewegwijzerde route loopt van de Kaiser-Franz-Josefs-Höhe aan de voet van de Grossglockner via Kranjska Gora tot Muggia aan de Adriatische Zee. Het wandelpad werd gecreëerd en bewegwijzerd in 2012.